# Michael Kiske
Michael Kiske, född 24 januari 1968 i Hamburg, är en tysk sångare, främst känd för sin roll som sångare i Helloween på deras skivor Keeper of the Seven Keys, part 1 och Keeper of the Seven Keys part 2. 

## Biografi
Innan Kiske gick med i Helloween sjöng han i det tyska bandet Ill Prophecy från att han var 17 år. Bandet spelade in en demo som aldrig släpptes kommersiellt. I slutet av 1986 blev han medlem i Helloween och var deras sångare till och med vintern 1993.
Efter den korta Chameleon-turnén och osämja i bandet fick Kiske sparken från Helloween. Sista uppträdandet med bandet var en välgörenhetskonsert 22 december 1993 i Ludwigsburg. Arg och besviken på hårdrock-branschen var han länge osäker på om han ens ville fortsätta med musik, och började istället med att läsa massor av litteratur, av bl.a. Rudolf Steiner
Vintern 1993 ryktades det också i musiktidningar som Kerrang! och även i TV-programmet Headbangers Ball att Kiske var aktuell att bli ny sångare i Iron Maiden, men han blev aldrig tillfrågad.
1995 sjöng han på två låtar låtar med Gamma Ray på deras album Land of the Free.
Den 16 augusti 1996, tre år efter att han lämnat Helloween, släppte Kiske sitt första soloalbum, Instant Clarity, på det japanska skivbolaget Victor. Albumet innehöll gästgitarristerna Kai Hansen och Adrian Smith på några låtar. Två av dessa, The Calling och New Horizons, var hårdrock, och några låtar var akustisk pop. En musikvideo till balladen Always spelades in i New York. Låten var dedikerad till Ingo Schwichtenberg.
Hans andra soloalbum, Readiness to Sacrifice, släpptes först bara i Japan 1999, och sedan i Europa 2001. Kiske beskrev albumet som popmusik, medan två låtar, Easy och Shadowfights, innehöll endast Kiskes sång tillsammans med stråkkvartett, akustisk gitarr, piano och flöjtist.
2001 blev han övertalad av Tobias Sammet att sjunga power metal igen på Avantasias första album The Metal Opera, under pseudonymen Ernie.
Kiske bildade sedan det kortlivade rockbandet Supared, som släppte ett självbetitlat album i januari 2003. Skivan bestod av modern rock, vilket skiljde sig från Helloweens Power metal.
2005 sjöng Kiske på det första studioalbumet med Place Vendome, ett projekt från det italienska skivbolaget Frontiers Records, som efterföljdes av tre ytterligare studioalbum, alla producerades av Dennis Ward. Kiske var inte låtskrivare i Place Vendome, där musiken var en mer melodisk form av hårdrock i närheten av AOR.
2006 släppte Kiske sitt tredje soloalbum med självproducerade låtar, som innehöll lågmäld, ofta akustisk, mjukare pop.
2008 spelade han in, Past in Different Ways, som innehöll hans Helloween-låtar som han själv skrev under åren 1987-93, i akustiska nyarrangerade versioner.
2009 bildade Michael Kiske bandet Unisonic tillsammans med de två dåvarande Pink Cream 69, samt Place Vendome-medlemmarna Dennis Ward (bas) och Kosta Zafiriou (trummor). De anlitade även gitarristen Mandy Meyer (tidigare i Krokus, Asia). Med detta band började Kiske turnera igen. 5 juni 2010 på Live Music Hall Weihen i Mörlenbach, stod han för första gången på en scen igen sedan 1993. Bandet spelade även på Sweden Rock Festival 2010. Året därpå gick även Kai Hansen med i bandet, och debutalbumet släpptes i mars 2012. Uppföljaren Light of Dawn släpptes i augusti 2014. 
Hösten 2010 släpptes det första studioalbumet med duon Kiske/Somerville, där Kiske sjöng tillsammans med den kvinnliga vokalisten Amanda Somerville (After Forever, Edguy, Kamelot, Aina, Epica och Avantasia). Kiske skrev inte några låtar i projektet där det istället fanns bidrag från producent- och låtskrivarna Mat Sinner och Magnus Karlsson. Två musikvideor spelades in för låtarna "Silence" och "If I Had A Wish". Uppföljaren City Of Heroes släpptes våren 2015.
Efter att inte ha pratat med Michael Weikath på drygt tjugo år möttes de igen på Hellfest 2013 i Frankrike. Kiske sjöng där med Avantasia, och Weikath spelade med sitt Helloween. Där såddes ett frö och i november 2016 blev det officiellt att Kiske skulle medverka på en återföreningsturné med Helloween tillsammans med Kai Hansen 2017. Turnén Pumpkins United blev en succé och de sju bandmedlemmarna bestämde sig för att spela in ett nytt album som släpptes 18 juni 2021.

## Diskografi

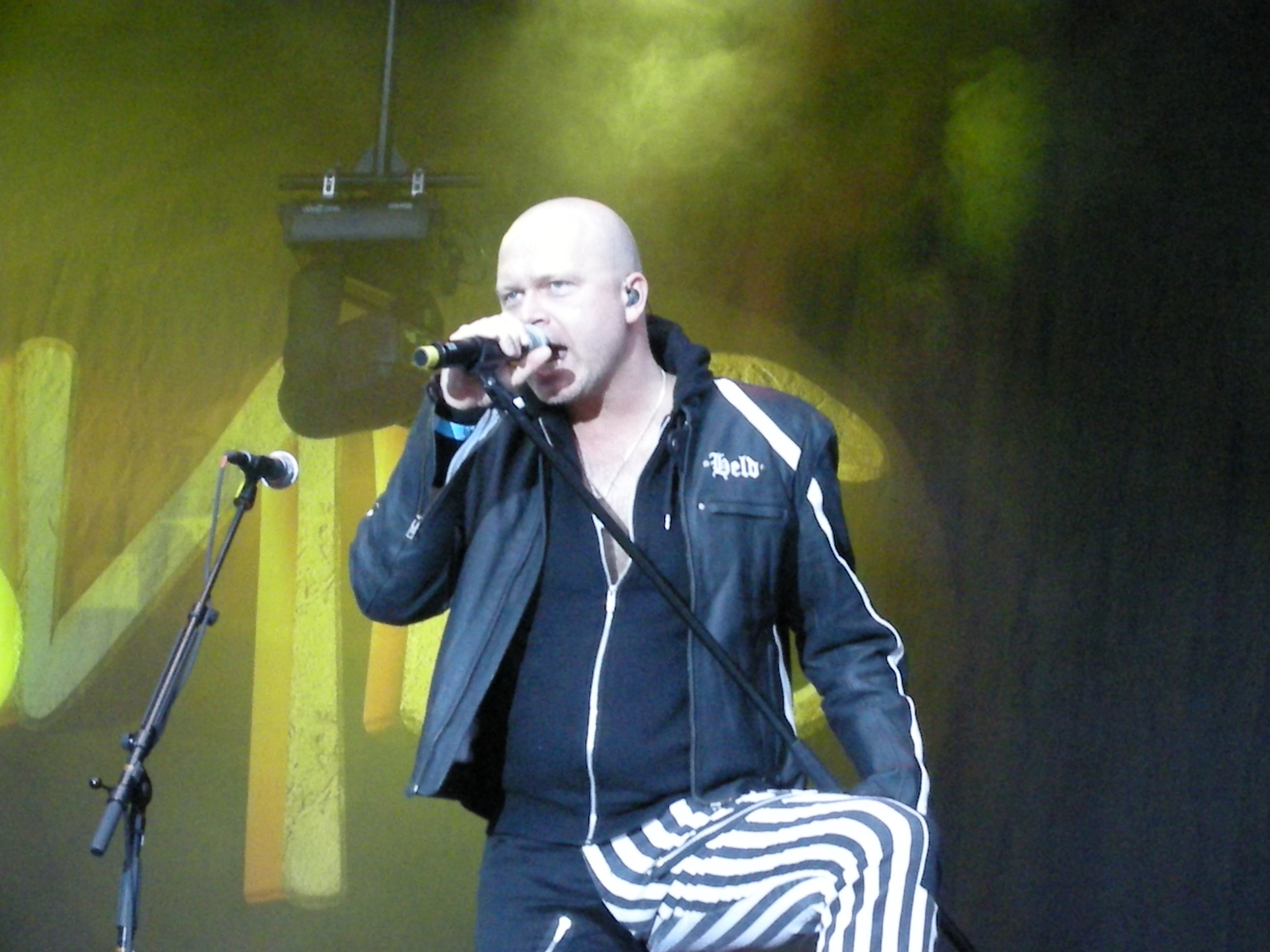
Med Unisonic på Skogsröjet, Rejmyre, 2012

### Helloween
- Keeper Of The Seven Keys, Part 1 (1987)
- Keeper Of The Seven Keys, Part 2 (1988)
- Live In The UK (1989)
- Pink Bubbles Go Ape (1991)
- Chameleon (1993)
- Helloween (2021)

### Solo
- Instant Clarity (1996)
  - Always (EP) (1996)
  - The Calling (EP) (1996)
- Readiness To Sacrifice (1999)
- Kiske (2006)
- Past In Different Ways (2008)

### Supared
- Supared (2003)

### Kiske/Somerville
- Kiske/Somerville (2010)
- City Of Heroes (2015)

### Place Vendome
- Place Vendome (2005)
- Streets Of Fire (2009)
- Thunder in the Distance (2013)
- Closer To The Sun (2017)

### Unisonic
- Unisonic (2012)
- Light Of Dawn (2014)

### Gästframträdanden
- Land of the Free (1995) av Gamma Ray 2 låtar (Time To Break Free och körsång på Land of the Free)
- Avantasia: The Metal Opera (2001) 5 låtar
- Avantasia: The Metal Opera pt. II (2002) 2 låtar
- Hymn To Life (2002) av Timo Tolkki i låten "Key to the Universe"
- Masterplan (2003) by Masterplan i låten "Heroes"
- Days of Rising Doom (2004) av Aina 2 låtar
- Another Sun (2004) av Thalion i låten "The Encounter"
- Execution (2005) av Tribuzy i låten "Absolution"
- Superheroes (EP) (2005) av Edguy i låten "Judas at the Opera"
- Lost In Space - Part 2 (2007) av Avantasia i låten "Promised Land"
- Indigo Dying (2007) i låten "Breathe In Water"
- The Scarecrow (2008) av Avantasia 2 låtar
- New Era (2008) av Revolution Renaissance 5 låtar
- Tin Soldiers (2009) av Trick or Treat 2 låtar
- To The Metal (2010) av Gamma Ray i låten "All You Need to Know"
- 34613 av Tomorrow's Outlook (2012) i låten "The Ethereal Dream"
- Avantasia: Mystery of time (2013) 2 låtar
- Infinita Symphonia (2013) i låten "Fly"
- The Land of New Hope av Avalon (2013) i låten "The Land of New Hope"
- Starchild (2014) i låten "Black And White Forever"
- Rise of the Animal (2015) av Wolfpakk i låten "Rise Of The Animal"
- Avantasia: Ghostlights (2016) 3 låtar
- Hansen & Friends - XXX : 30 Years Of Metal (2016) i låten "Stranger in Time"
- Human (2016) av Aino Löwenmark i låten "Halleluja"